# Malmsbury
Malmsbury (dawniej Malmesbury) – miasteczko w Australii, w stanie Wiktoria. 

## Historia
Pierwotnie rejon ten był zamieszkiwany przez lud Dja Dja Wurrung. Europejskie osadnictwo zaczęło się od nielegalnego wypasu bydła. W 1858 roku po odkryciu w tym rejonie złota, miasteczko służyło jako miejsce zaopatrzenia i odpoczynku dla poszukiwaczy złota wędrujących do Bendigo i Castlemine. 9 listopada 1854 roku otwarto tu pocztę, która po dwóch miesiącach została zamknięta. Kolejny raz została ona otwarta w 1856 roku. Edward Davy, wynalazca przekaźnika elektrycznego, który umożliwiał przesyłanie telegramów na duże odległości po wyemigrowaniu do Australii i zamieszkaniu w Malmsbury w latach 50. XIX wieku był trzykrotnie wybierany burmistrzem. Funkcję tę pełnił do 1880 roku. 
W Malmsbury znajduje się zakład poprawczy dla młodocianych (Youth Detention Center). 
W Malmsbury znajduje się ogród botaniczny. W 1855 r. zarezerwowano ziemię pod przyszły ogród botaniczny na terenie narażonym na powodzie. Pierwsze drzewa i krzewy zasadzono w 1863 r. wedle planu dr. E. Davy'ego, lokalnego radnego, który zainspirowany był przez dr. Ferdinanda von Muellera. Na skraju ogrodu botanicznego stoi Malmsbury Town Hall (ratusz) zbudowany w 1868 r. W latach 1880–1890 na terenie ogrodu botanicznego powstały obiekty rekreacyjne takie jak kort tenisowy, boisko do krokieta, boisko to bowlingu.